# Перепьолкін Олексій Павлович
Олексій Павлович Перепьолкін (1849 — після 1920) — директор Московської землеробської школи.

## Життєпис
Мати — уроджена Єпанчіна. Навчався в тульській гімназії і в Петровській землеробській і лісовій академії, де і закінчив курс в 1871 році. У 1874 році він був відряджений за кордон, де слухав лекції в Паризькому національному інституті, в Лейпцизькому університеті працював на агрономічної станції професора Стомана. У 1877 році Перепьолкін зайняв місце старшого вчителя з зоотехніки, анатомії та фізіології тварин в Харківському землеробському училищі, а в 1879 році переведений викладачем в Московську землеробську школу, де незабаром був обраний директором школи і Бутирського навчального хутора. Протягом 1890—1891 років — секретар Комітету скотарства, а потім секретар Московського товариства сільського господарства, яке в день свого 75-річного ювілею (1895) нагородило його великою золотою медаллю і обрало у почесні члени. 14 травня 1896 року був проведений з статських — у дійсні статські радники. Разом з А. С. Єрмоловим брав участь в обстеженні стану тонкорунного вівчарства на півдні Росії. Експерт на Всеросійській виставці домашніх тварин в Москві (1882), а також на міжнародній виставці мериносів у Харкові (1884).
З 17 вересня 1918 року працював у Румянцевскому музеї — був завідувачем сільськогосподарського наукового відділу.